# Basalys fischeri
Basalys fischeri is een vliesvleugelig insect uit de familie van de Diapriidae. De wetenschappelijke naam van de soort is voor het eerst geldig gepubliceerd in 1974 door Szabó.